# ФК Самтредия
„Самтредия“ (на грузински: საფეხბურთო კლუბი სამტრედია) е футболен клуб от град Самтредия, Грузия, основан през 1936 г.
Домакинските си срещи играе на стадион „Ероси Манджгаладзе“, който носи името на известен съветски филмов актьор от 70-те години на ХХ век, с капацитет от 5000 зрители. Действащ участник в Еровнули лига, висшата дивизия в шампионата на Грузия. Шампион на Грузия за 2016 година (сезон „Есен“).

## История
„ФК Самтредия“ е основан през 1936 г. като „Локомотив“. С това име е известен по времето на СССР и в няколко кратки периода в по-новото време.
Състезавал се основно във Втора лига на СССР (трета дивизия). През 1972 печели първенството на Грузинската съветска социалистическа република, което е с регионален статут.
През 90-те години на ХХ век носи още мимената „Санавардо“, „Джуба“ и „Иберия“.
От независимостта на Грузия играе в първа и втора дивизии с променлив успех. През 2016 г. става за пръв път шампион на Грузия. Куриозното е, че шампионата се провежда от август до ноември. Това е най-кртакия сезон в историята на грузинския футбол. Победителите от двете групи с по седем отбора в този сезон определят новия шампион. Във финала за титлата играе с „Чихура“ (Сачхере) 2:0 и 2:2. През лятото на 2017 печели и Суперкупата.
„Гълъбът“ като градски символ присъства в почти всички трансформации на логото. Настоящата клубна емблема е тривръх щит в зелено и синьо, чиито цветове са свързани също с град Самтредия.

## Предишни имена
- 1936 – 1991 – Локомотив
- 1991 – 1992 – Самтредия
- 1992 – 1993 – Локомотив Самтредия
- 1993 – 1997 – Самтредия
- 1997 – 1998 – Джуба Самтредия
- 1998 – 2001 – Иберия Самтредия
- 2001 – 2002 – Локомотив Самтредия
- 2002 – 2004 – Самтредия
- 2004 – 2006 – Локомотив Самтредия
- от 2006 – Самтредия

## Успехи
- Умаглеси лига
  -  Шампион (1): 2016 есен
  -  Вицешампион (2): 1994/95, 2015/16

- Първа лига
  -  Шампион (2): 2008/09, 2013/14
  -  Второ място (1): 1997/98

- Купа Давид Кипиани
  -  Финалист (1): 2014/15

- Суперкупа на Грузия
  -  Победител (1): 2017

- Втора лига на СССР (Трета дивизия)
  -  Шампион (2): 1980, 1987
  -  Второ място (3): 1979, 1981, 1982

## Участия в евротурнирите
| Сезон   | Турнир          | Кръг               | Съперник         | Домакин | Гост | Общ резултат |  |
| ------- | --------------- | ------------------ | ---------------- | ------- | ---- | ------------ |  |
| 1995/96 | Купа на УЕФА    | Предварителен кръг | Вардар (Скопие)  | 0:2     | 0:1  | 0:3          |  |
| 2016/17 | Лига Европа     | Първи кръг         | Габала           | 2:1     | 1:5  | 3:6          |  |
| 2017/18 | Шампионска лига | Втори кръг         | Карабах (Агдам)  | 0:1     | 0:5  | 0:6          |  |
| 2018/19 | Лига Европа     | Първи кръг         | Тобол (Костанай) | 0:1     | 0:2  | 0:3          |  |

## Известни играчи
- Сергей Швецов
- Кахабер Каладзе
- Георгий Дараселия
- Михаил Джишкариани
- Зураб Ионанидзе
- Заза Джанашия
- Давид Джанашия
- Кахабер Гогичашвили